# 三合镇 (重庆市)
三合镇，是中华人民共和国重庆市璧山区下辖的一个乡镇级行政单位。

## 行政区划
三合镇下辖以下地区：
平安社区、新场村、龙凤村、高山村、石龙桥村、天星村、二郎村和双河村。